# Gordon Wetherell
Gordon Wetherell (ur. 1948) – brytyjski dyplomata i polityk, gubernator Turks i Caicos od 5 sierpnia 2008. Od 14 sierpnia 2009 sprawujący na wyspach całkowitą władzę wykonawczą.

## Kariera zawodowa
Gordon Wetherell jest długoletnim brytyjskim dyplomatą. Pracę w Foreign Office rozpoczął w 1973, a następnie zajmował kolejno stanowiska:
- 1973 : Foreign Office, Departament Afryki Zachodniej
- 1973 : wicekonsul w Czadzie
- 1974-1977 : Trzeci i Drugi Sekretarz w RFN
- 1977-1980 : Pierwszy Sekretarz w Genewie
- 1980-1983 : Pierwszy Sekretarz w New Delhi
- 1983-1985 : Foreign Office, Departament Obrony, szef sekcji ds. NATO
- 1987-1988 : Foreign Office, Departament Wspólnot Europejskich
- 1988-1992 : wiceszef misji dyplomatycznej w Warszawie
- 1992-1994 : pracownik misji dyplomatycznej w Bonn
- 1994-1997 : Foreign Office, Departament Służb Osobowych
- 1997-2000 : ambasador Wielkiej Brytanii w Etiopii (oraz w Erytrei i Dżibuti)
- 2000-2004 : ambasador w Luksemburgu
- 2004-2007 : Wysoki Komisarz w Ghanie (oraz ambasador w Togo, Nigrze, Burkinie Faso, Wybrzeżu Kości Słoniowej)
- 2008- nadal : gubernator Turks i Caicos

### Rządy bezpośrednie na Turks i Caicos
14 sierpnia 2009 rząd brytyjski zdymisjonował gabinet Galmo Williamsa i wprowadził rządy bezpośrednie, delegując całą władzę wykonawczą na ręce gubernatora Gordona Wetherella. Powodem tej decyzji były wyniki dochodzenia w sprawie korupcji w rządzie wysp. Według raportu z dochodzenia, po zbadaniu działań rządu i parlamentu Turks i Caicos, dopatrzono się "informacji wskazujących na wysokie prawdopodobieństwo systematycznej korupcji i poważnej nieuczciwości". Dochodzenie informowało również o potwierdzeniu "jasnych sygnałów politycznej niemoralności i niedojrzałości oraz ogólnej niekompetencji administracyjnej". Premier Williams potępił ustanowienie rządów brytyjskich, stwierdzając, że "dzień ten jest bardzo smutnym dniem w Turks i Caicos", w którym "obywatelom zabrana została demokracja". Brytyjski minister Chris Bryant powiedział, że rząd lokalny mógłby powrócić do sprawowania władzy w ciągu dwóch lat.